# Гузон
Гузо́н (фр. Gouzon, окс. Gosom) — коммуна во Франции, находится в регионе Лимузен. Департамент коммуны — Крёз. Входит в состав кантона Жарнаж. Округ коммуны — Гере.
Код INSEE коммуны — 23093.

## Население
Население коммуны на 2010 год составляло 1511 человек.
| 1962 | 1968 | 1975 | 1982 | 1990 | 1999 | 2010 |
| ---- | ---- | ---- | ---- | ---- | ---- | ---- |
| 1447 | 1639 | 1501 | 1469 | 1370 | 1380 | 1511 |

## Экономика
В 2010 году среди 841 человека трудоспособного возраста (15—64 лет) 616 были экономически активными, 225 — неактивными (показатель активности — 73,2 %, в 1999 году было 71,6 %). Из 616 активных жителей работали 574 человека (302 мужчины и 272 женщины), безработных было 42 (14 мужчин и 28 женщин). Среди 225 неактивных 57 человек были учениками или студентами, 108 — пенсионерами, 60 были неактивными по другим причинам.